# Opération Anubis
Pour les articles homonymes, voir Anubis (homonymie).
 (octobre 2017).
L'opération Anubis (Operación Anubis) est une opération menée par la justice espagnole contre le référendum d'indépendance convoqué pour le 1er octobre 2017 en Catalogne. L'opération a été mise en œuvre le 20 septembre 2017 par la garde civile sur ordre du juge d'instruction numéro 13 de Barcelone, Juan Antonio Ramírez Sunyer (es). La garde civile a fouillé différents sièges du gouvernement catalan et effectué 14 arrestations de hauts fonctionnaires et dirigeants d'entreprises qui ont préparé le référendum. Les forces de la garde civile ont perquisitionné les départements de l'Économie, des Affaires et Relations institutionnelles et extérieures, du Travail, des Affaires sociales et familiales, ainsi que leurs annexes.
Peu après l'arrivée des effectifs policiers aux sièges perquisitionnés, des concentrations de manifestants se sont formées spontanément, en soutien au Gouvernement de la Généralité.
L'opération policière emprunte son nom à Anubis, le dieu funéraire de l'Égypte antique.

## 20 septembre
L'opération Anubis trouve son origine dans l'enquête menée par le juge d'instruction numéro 13 de Barcelone, Juan Antonio Ramírez Sunyer (ca), concernant des déclarations de l'ancien juge Santiago Vidal, membre de la Gauche républicaine de Catalogne, ce dernier ayant été dénoncé par le parti de la droite conservatrice Vox et par un particulier. Cette enquête est soumise au secret de l'instruction.
Aux premières heures du matin, le 20 septembre, la garde civile se présente simultanément aux sièges de la Vice-présidence et de l'Économie, du Département des Affaires Extérieures, de la Gouvernance, du Travail, des Affaires sociales et de la Famille, de l'Agence tributaire de Catalogne, de l'Institut catalan des Finances, de la fondation puntCat, ainsi qu'aux domiciles de plusieurs employés et hauts fonctionnaires de la Généralité, et enfin dans un bâtiment industriel à Bigues i Riells. Leurs recherches terminées, les forces de l'ordre quittent les bâtiments les uns après les autres, à l'exception du siège de l'Économie, où s'est amassée une foule de plusieurs milliers de manifestants. La garde civile finit par sortir tôt le lendemain matin après vingt heures de perquisition, protégée par les mossos d'Esquadra.

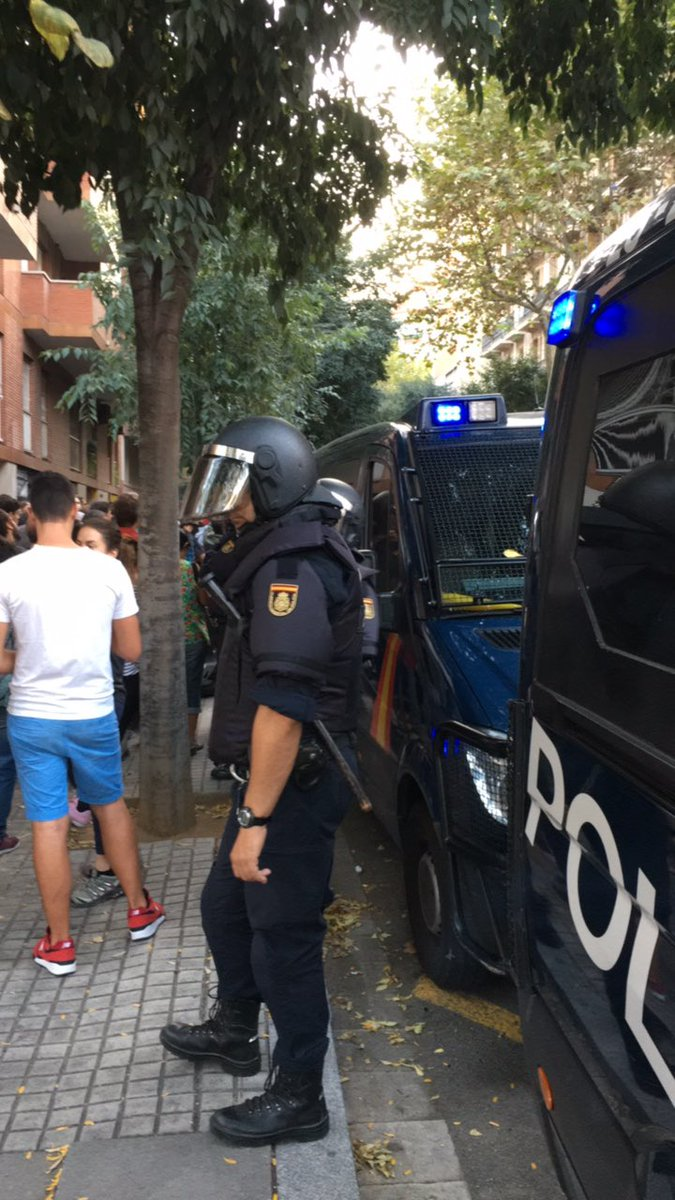
Agents de la Police Nationale au siège de la CUP à Barcelone.

Durant la même matinée, des forces de la police nationale se présentent au siège de la CUP à Barcelone. N'ayant aucun mandat, les membres et sympathisants du parti leur interdisent l'entrée. Les policiers repartent finalement au bout de huit heures, sans être intervenus ni avoir arrêté personne.
La garde civile mène le même jour des investigations dans des bâtiments de l'Institut d'Études de l'Autogouvernance, dirigée par Carles Viver i Pi-Sunyer (ca).
Enfin, ce jour-là arrivent dans les ports de Barcelone et Tarragone trois navires devant permettre le transport de renforts de police. Les deux premiers navires, arrivés à Barcelone, sont le Rhapsody et le Moby Dada. Celui arrivé à Tarragone est le GNV Azzura. Les trois navires ont été loués à des compagnies italiennes et totalisent 4 000 lits.

### Personnes arrêtées
Le 20 septembre, la garde civile a arrêté dix hauts fonctionnaires de la Généralité et quatre particuliers, : 
- Josep Maria Jové i Lladó (es), secrétaire général de la vice-présidence de la Généralité et du département de l'Économie et des Finances. Présenté comme le « numéro deux » d'Oriol Junqueras, il est aussi président du conseil national de l'ERC ;
- Lluís Salvadó, secrétaire des Finances du département de l'Économie et des Finances. Il est également secrétaire général adjoint de l'ERC ;
- Francesc Sutrias i Grau (ca), directeur général du Patrimoine du département de l'Économie et des Finances ;
- Natalia Garriga, directrice des Services du département de l'Économie et des Finances ;
- Juan Manuel Gómez, responsable du Centre de la sécurité de l'information de Catalogne au sein du Centre des télécommunications et des technologies de l'information (CTTI) ;
- Josué Sallent, directeur de la Stratégie et de l'Innovation du CTTI ;
- David Palanques, agent du CTTI attaché au département du Travail et des Affaires sociales de la Généralité ;
- David Franco, agent du CTTI attaché au département du Travail et des Affaires sociales de la Généralité ;
- Xavier Puig Farré, directeur du bureau des Technologies de l'information et des Télécommunications du département des Affaires et relations institutionnelles et extérieures, et de la Transparence de la Généralité ;
- Joan Ignasi Sánchez, collaborateur de cabinet de la conseillère à l'Intérieur de la Généralité Meritxell Borràs ;
- Josep Masoliver, responsable des techniques et des projets technologiques de la fondation PuntCat ;
- Mercedes Martínez Martos, fondée de pouvoir de l'entreprise Fox Box Publi Alternativa ;
- Rosa Maria Rodriguez Curto, directrice générale des Services de l'entreprise T-System' ;
- Pau Furriol, avocat et militant de l'ERC.

Huit des personnes arrêtées sont libérées le lendemain et les six restantes le surlendemain. Toutes ont fait valoir leur droit au silence. Elles sont inculpées de désobéissance au tribunal constitutionnel pour ne pas avoir arrêté la procédure du référendum, de prévarication ou de détournement de fonds publics.

### Mobilisations citoyennes
Quasiment simultanément aux opérations en cours, la population va se concentrer aux différents lieux perquisitionnés par les forces de l'ordre, principalement au siège du Département de l'Économie sur la Rambla de Catalogne et au siège du Département des Affaires Extérieures, sur la Via Laietana, tous deux à Barcelone. L'ampleur de l'opération policière et les premières arrestations poussent les entités souverainistes à lancer rapidement un appel à la mobilisation pacifique devant les lieux où ont lieu les perquisitions. À mi-matinée, la manifestation de la Rambla s'est agrandie et occupe aussi la Gran Via. Dans l'après-midi la manifestation devant le siège du Département de l'Économie est estimée à 40 000 personnes par la police urbaine.
Le soir, au Grand théâtre du Liceu de Barcelone, le public entonne Els Segadors, hymne national de la Catalogne, et lance des appels au vote avant la représentation d'Il viaggio a Reims de Rossini.
Hors Catalogne, une quarantaine de manifestations de soutien au référendum et aux personnes détenues ont lieu le jour même à travers l'Espagne. En soirée, un rassemblement de plus de 400 personnes a lieu à Perpignan devant le consulat d'Espagne.

La manifestation devant le siège du Département de l'Économie.
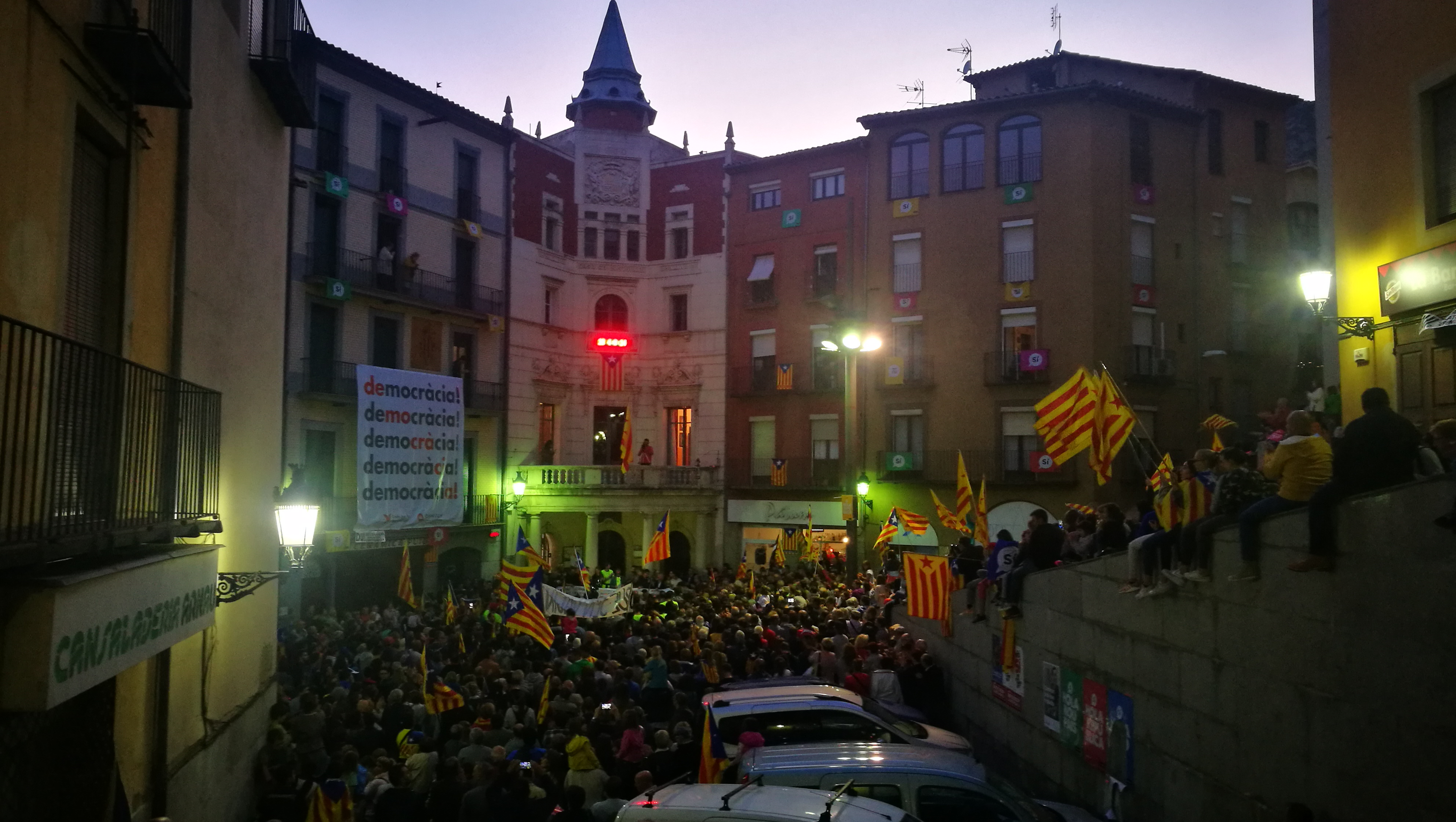
Manifestation à Berga.
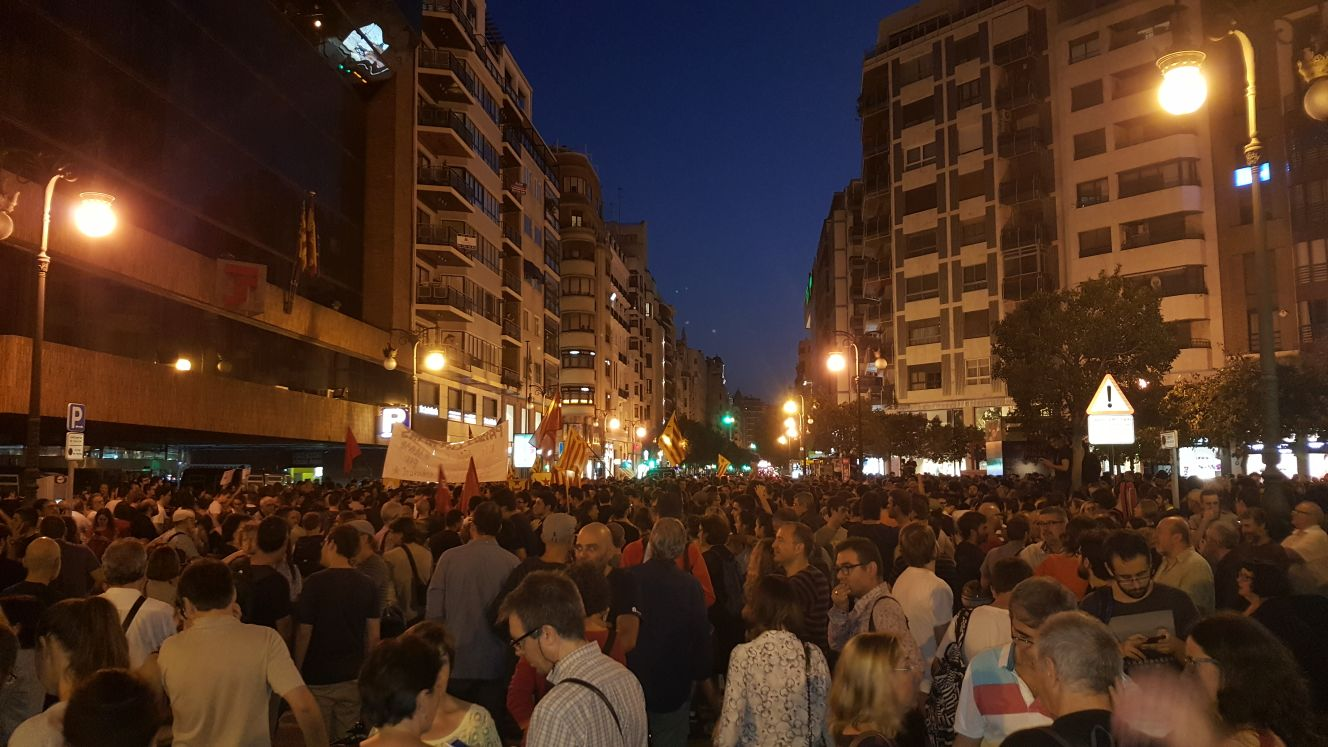
Manifestation à Valence.

## 21 septembre

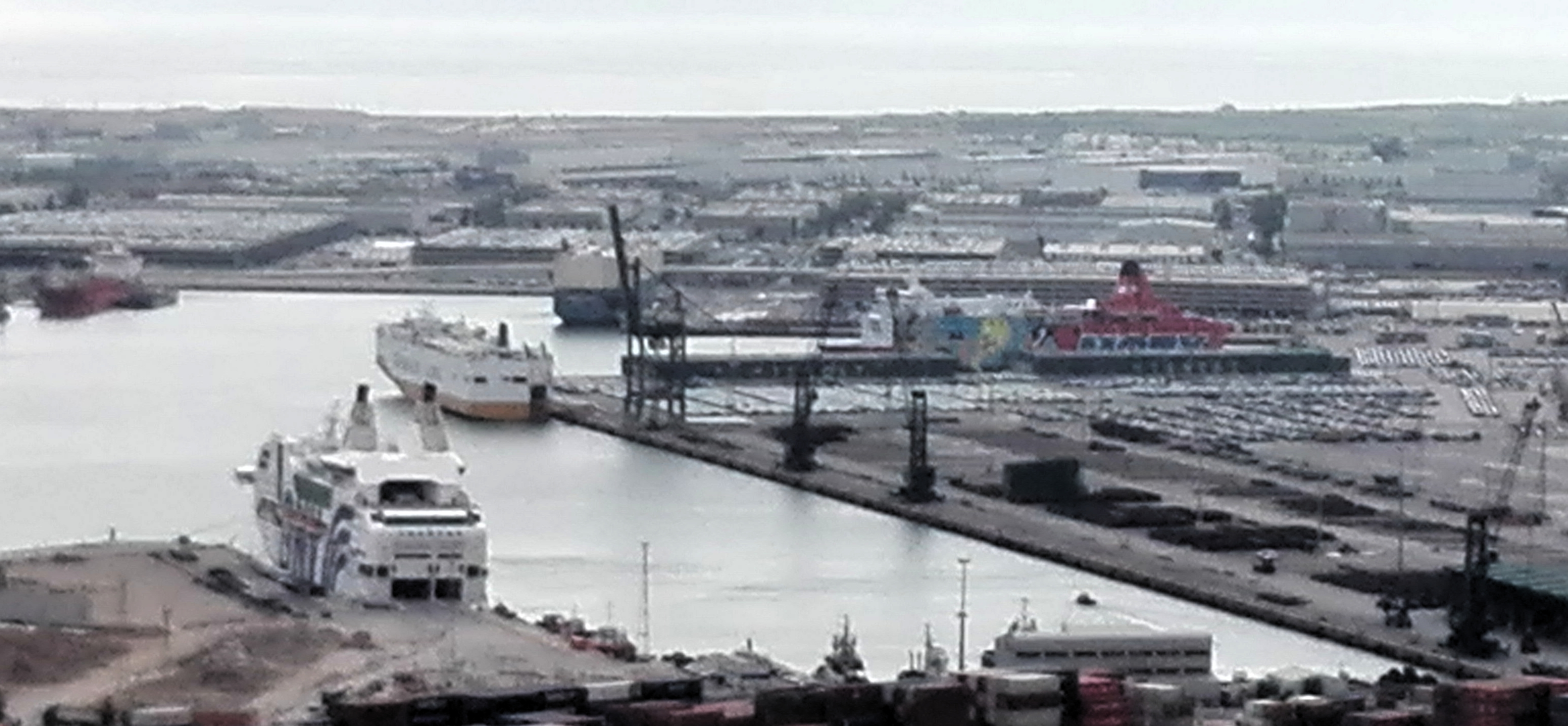
Le Rhapsody et le Moby Dada servant au transport des forces de police dans le port de Barcelone.

Le 21 septembre, un appel au rassemblement devant le Tribunal supérieur de justice de Catalogne est lancé pour réclamer la libération des personnes détenues, auquel répondront plusieurs milliers de personnes. Les universités de Barcelone ayant donné congé pour la journée, les étudiants sont très nombreux dans les manifestations. Face à la foule, interviennent notamment Jordi Cuixart, Jordi Sànchez, Carme Forcadell et Xavier Domènech.
Dans la matinée, les dockers des ports de Barcelone et Tarragone réunis en assemblées refusent d'effectuer leur travail concernant les trois navires affrétés au transport des forces de l'ordre.
Plus de 150 personnes se réunissent devant la caserne de la garde civile de la Travessera de Gràcia à Barcelone pour affirmer leur opposition au référendum et leur soutien à la garde civile et à l'unité de l'Espagne.

## 22 septembre
Le 22 septembre, le procureur de l'Audiencia Nacional (haut tribunal national) inculpe pour sédition Jordi Cuixart, président d'Òmnium Cultural, et Jordi Sànchez, président de l'Assemblée nationale catalane, leur reprochant d'être les instigateurs des manifestations des 20 et 21 septembre.
Le juge d'instruction numéro 13 de Barcelone ordonne la libération des six dernières personnes encore détenues depuis le 20. Bien que diverses charges soient retenues contre elles, celle de sédition n'en fait pas partie. Elles doivent se présenter une fois par semaine à la justice. Josep Maria Jové, Lluís Salvadó, Pep Masoliver, Rosa María Rodríguez Curto, Juan Manuel Gómez et Josuè Sallent quittent la Cité de la Justice à 15h30, où les attendent des centaines de manifestants en signe de soutien.
Des étudiants occupent le bâtiment historique de l'université de Barcelone pour soutenir le référendum. Pour la deuxième journée consécutive, des manifestations ont également lieu à Gérone, Tarragone et Lérida.

## 23 septembre
Le 23 septembre, le gouvernement espagnol annonce qu'il place les Mossos d'Esquadra sous le contrôle unique du Ministère de l'Intérieur, afin de coordonner plus efficacement l'action des différentes forces de sécurité en cours en Catalogne. C'est le lieutenant-colonel de la garde civile Diego Pérez de los Cobos Orihuel qui prend le contrôle des Mossos d'Esquadra, en lieu et place du major Josep Lluís Trapero Álvarez, et ce au moins jusqu'à la date annoncée pour le référendum, soit le 1er octobre.

## 24 septembre
À 11 heures du matin commence le marathon pour la démocratie, initié par l'ANC et Òmnium Cultural. Sur toutes les places des communes de Catalogne, il s'agit durant la journée de fabriquer du matériel de campagne pour le référendum puis de le distribuer ou de l'afficher partout.

## Réactions

### Catalogne
Quelques heures après le début des perquisitions du 20 septembre, le président de la Généralité de Catalogne Carles Puigdemont convoque une réunion de gouvernement extraordinaire. Il déclare ensuite que l'État espagnol vient d'instaurer un état d'exception de facto et que, malgré tout, le référendum du 1er octobre aura bien lieu.

### Gouvernement espagnol
Le 20 septembre à 21h, le premier ministre Mariano Rajoy lit une déclaration dans laquelle il justifie l'opération policière et judiciaire en cours, afin de faire respecter l'état de droit. Il insiste sur l'indépendance de la justice et réaffirme l'illégalité du référendum. Il prévient aussi que l'État espagnol réagira de la même manière à chaque nouvelle violation du droit en Catalogne.
Le même jour, le Ministre des Finances Cristóbal Montoro annonce qu'il a signé l'ordre permettant de prendre le contrôle des dépenses de la Généralité de Catalogne, notamment concernant un budget de 4,5 milliards d'euros que le gouvernement catalan conservait en prévision pour des services non-fondamentaux.

### Hors d'Espagne
Le 21 septembre au Royaume-Uni, une vingtaine de députés et de lords signent une lettre réclamant la tenue du référendum. Les signataires sont membres du groupe de discussion du parlement sur la Catalogne. Le même jour au Parlement écossais, la première ministre Nicola Sturgeon affirme être préoccupée que l'État espagnol « nie le droit d'un peuple d'exprimer démocratiquement sa volonté ».
En France, le 22 septembre, 129 maires des Pyrénées-Orientales membres du Syndicat intercommunal pour la promotion des langues occitane et catalane signent une « motion de soutien aux maires de Catalogne sud ».